# Nouvelia
Nouvelia (лат.) — род ракообразных семейства Mysidae из отряда Мизиды.
Назван в честь французского морского биолога и зоолога профессора Henri Nouvel (1905—1974).

## Описание
Представители рода отличаются от других мизид следующими признаками: эндоподы с 3-го по 8-й переопод с 2-члениковым карпопроподом; тельсон с дистальной щелью, вооруженной шипами по краям и парой перистых щетинок на переднем конце; экзоподит 4-го плеопода самца с 2—3 модифицированными щетинками. Антенны с ланцетовидными чешуйками, по всему периметру щетинистые. Плеоподы самцов двуветвистые, 1-я пара с многочлениковым экзоподом и неразделённым эндоподом, 2-5-я пары с многочлениковыми экзоподом и эндоподом; экзопод 4-го плеопода удлинён с видоизмененными щетинками. Первый переопод (ходильная нога) имеет хорошо развитый экзопод (внешняя ветвь), карпопроподы эндопода (внутренняя ветвь) с 3-й по 8-ю ветвь переопод делится на подсегменты, и на эндоподе уропод (задних придатках) есть статоцисты.

## Классификация
Род Nouvelia был впервые выделен в 1973 году румынским зоологом Mihai Bãcescu (1908—1999) и включает представителей, обитающих на прибрежных глубинах и литорали, с длиной тела около 7 мм.
- Nouvelia natalensis Bacescu & Vasilescu, 1973 — литораль (Восточная Африка), 2S (длина тела около 7 мм)[2][9]
- Nouvelia nigeriensis (O. Tattersall, 1957) — побережье Нигерии (Западная Африка)[10]
- Nouvelia valdiviae (Illig, 1906)